# Essence (bande dessinée)
Pour les articles homonymes, voir Essence.
Essence est un album de bande dessinée écrit par Fred Bernard, dessiné et mis en couleurs par Benjamin Flao, publié le 4 janvier 2018 aux éditions Futuropolis.

## Synopsis
Achille Antioche semble perdu dans un paysage désertique. Au volant d'une Ford Mustang, une brune piquante sur le siège passager, il cherche de l'essence. En fait, Achille Antioche est mort. Il est décédé dans un accident de voiture, au volant d'une Porsche 911, dans un étang gelé. Avant d'atteindre la paradis, cet amoureux de la belle mécanique ère dans le purgatoire des pilotes. Aidé de sa passagère, qui se présente comme son ange gardien, il va remonter le cours de sa vie afin de comprendre les raisons de sa mort...

## Publication
- Édition originale : 179 planches, soit 184 pages, 24 cm x 24,5 cm, Futuropolis, 2018 (DL 01/2018)  (ISBN 978-2-7548-1179-8)[3]

## Accueil critique
L'album a été plutôt bien accueilli par les médias spécialisés.
- Pour Frédéric Bounous, de Planète BD, « C'est beau, parfois à la limite du grandiose. Ce one shot onirique, aux paysages immenses et aux constructions complexes repose sur le dépassement du rapport à la mort du héros et de sa capacité à regarder ses erreurs en face : on goûte la polysémie du mot « essence », carburant ici hautement philosophique... La chute est peut-être un poil convenue mais on s'en fiche, car ici, c'est le procès qui intéresse, et il est diablement réussi. »[4].

- Pour Benjamin Roure, de BoDoï, « Dans un grand format carré propice aux grandes cases bluffantes, Bernard et Flao carburent donc à la nostalgie, mais avec recul et intelligence, et un sens de la narration qui vous attrape par le col et vous trimballe partout, coûte que coûte. Pour le plaisir d’une bonne histoire, le vent dans les cheveux, même si c’est parfois sale et triste. Mais la vie, ce n’est pas jamais seulement sale et triste. Ça peut être vibrant et lumineux. Faites donc le plein d’Essence, vous ne le regretterez pas. »[5].

- Pour Eric Guillaud, de France 3 (blog Le Meilleur de la BD), « L’année 2018 commence sacrément bien aux éditions Futuropolis avec cet album au format atypique, presque carré, et surtout à l’histoire complètement dingue, un road trip sans limite au pays des morts (…) Le scénario de Fred Bernard est grandiose et sans faille, le graphisme de Benjamin Flao largement à la hauteur, les couleurs somptueuses. Le paradis que je vous dis ! »[6].

- Pour le journaliste Alexis Seny de Branchés culture, « Ce roman graphique, c’est mieux que du cinéma, par la place qu’il laisse au lecteur pour s’y projeter (...) Essence, c’est complètement fou et terriblement excitant. Indispensable au rayon des histoires expérimentales à sensations fortes. »[7].